# Liste der Gesundheitsminister San Marinos
Diese Liste gibt einen Überblick über die Gesundheitsminister San Marinos.
Das Gesundheitsministerium ist eines der zehn 2005 gesetzlich festgelegten Ressorts (Dicasteri). Der Amtsinhaber führt die Bezeichnung Segretario di Stato per la Sanità e la Sicurezza Sociale.  Bis 1997 führte der Gesundheitsminister den Titel Deputato, die Bezeichnung Segretario di Stato führten bis zu diesem Zeitpunkt nur die Leiter der Ressorts Äußeres, Inneres und Finanzen.
Von 1955 bis waren die Zuständigkeiten für Gesundheit und Soziales noch in getrennten Ministerien angesiedelt.

## Sozialminister 1955–1964
| Name                        | Partei | Amtszeit          | Amtszeit          | Kommentar |
| Name                        | Partei | von               | bis               | Kommentar |
| --------------------------- | ------ | ----------------- | ----------------- | --- |
| Ermenegildo Gasperoni       | PCS    | 05. Februar 1955  | 23. Oktober 1957  | Deputato per l’Assistenza e la Previdenza (Unterstützung und Vorsorge)                                           |
| Giovanni Zaccaria Savoretti | PDCS   | 23. Oktober 1957  | 12. Dezember 1961 | Deputato per l’Assistenza e la Previdenza (Unterstützung und Vorsorge)                                           |
| Nelson Della Balda          | PDCS   | 12. Dezember 1961 | 19. Oktober 1964  | Deputato per la Previdenza, l’Assistenza e la Sicurezza Sociale (Vorsorge, Unterstützung und soziale Sicherheit) |

## Gesundheitsminister 1955–1964
| Name                 | Partei | Amtszeit           | Amtszeit           | Kommentar                                                                       |
| Name                 | Partei | von                | bis                | Kommentar                                                                       |
| -------------------- | ------ | ------------------ | ------------------ | ------------------------------------------------------------------------------- |
| Arnaldo Para         | PSS    | 21. Januar 1955    | 16. September 1955 | Deputato per l’Igiene e la Sanità (Hygiene und Gesundheit)                      |
| Giordano Giacomini   | PSS    | 16. September 1955 | 23. Oktober 1957   | Deputato per l’Igiene e la Sanità (Hygiene und Gesundheit)                      |
| Ferruccio Riva       | PDCS   | 23. Oktober 1957   | 29. September 1959 | Deputato per l’Igiene e la Sanità Pubblica (Hygiene und öffentliche Gesundheit) |
| Stelio Montironi     | PSDIS  | 29. September 1959 | 12. Dezember 1961  | Deputato per l’Igiene e la Sanità (Hygiene und Gesundheit)                      |
| Pio Domenico Galassi | PSS    | 12. Dezember 1961  | 01. August 1963    | Deputato per l’Igiene e la Sanità (Hygiene und Gesundheit)                      |
| Eusebio Reffi        | PSDIS  | 01. August 1963    | 29. Oktober 1964   | Deputato per l’Igiene e la Sanità (Hygiene und Gesundheit)                      |

## Minister für Gesundheit und Soziales ab 1964
| Name                    | Partei    | Amtszeit          | Amtszeit          | Kommentar |
| Name                    | Partei    | von               | bis               | Kommentar |
| ----------------------- | --------- | ----------------- | ----------------- | --- |
| Domenico Forcellini     | PSDIS     | 29. Oktober 1964  | 09. November 1966 | Deputato per la Previdenza, l’Assistenza e la Sicurezza Sociale, l’Igiene e la Sanità (Vorsorge, Unterstützung und soziale Sicherheit, Hygiene und Gesundheit)                                                     |
| Francesco Valli         | PDCS      | 09. November 1966 | 06. November 1969 | Deputato per la Previdenza, l’Assistenza e la Sicurezza Sociale, l’igiene e la Sanità (Vorsorge, Unterstützung und soziale Sicherheit, Hygiene und Gesundheit)                                                     |
| Eusebio Reffi           | PSDIS     | 06. November 1969 | 17. Februar 1971  | Deputato per la Sicurezza Sociale, l’Igiene e la Sanità (soziale Sicherheit, Hygiene und Gesundheit) |
| Stelio Montironi        | PSDIS     | 17. Februar 1971  | 27. März 1973     | Deputato per la Sicurezza Sociale, l’Igiene e la Sanità (soziale Sicherheit, Hygiene und Gesundheit) |
| Giordano Bruno Reffi    | PSS       | 27. März 1973     | 11. November 1974 | Deputato per la Previdenza, la Sicurezza Sociale, l’Igiene e la Sanità (Vorsorge, soziale Sicherheit, Hygiene und Gesundheit)                                                                                      |
| Giuseppe Della Balda    | PSS       | 11. November 1974 | 17. Juli 1978     | Deputato per la la Sicurezza Sociale, l’Igiene e la Sanità, la Prvidenza e i Rapporti con le Giunte di Castello (soziale Sicherheit, Hygiene und Gesundheit, Vorsorge und die Beziehungen zu den Gemeinderäten)    |
| Aldomiro Bartolini      | PCS       | 17. Juli 1978     | 04. Juli 1983     | Deputato per la la Sicurezza Sociale, l’Igiene e Sanità e la Previdenza (soziale Sicherheit, Hygiene und Gesundheit und Vorsorge)                                                                                  |
| Emma Rossi              | PSU       | 04. Juli 1983     | 26. Juli 1986     | Deputato per la Sanità e la Sicurezza Sociale (Gesundheit und soziale Sicherheit) |
| Renzo Ghiotti           | PSS       | 26. Juli 1986     | 12. Juli 1993     | Deputato di Stato per la Sanità e la Sicurezza Sociale (Gesundheit und soziale Sicherheit) |
| Sante Canducci          | PSS       | 12. Juli 1993     | 07. Juli 1998     | Deputato di Stato per la Sanità e la Sicurezza Sociale (Gesundheit und soziale Sicherheit) |
| Luciano Ciavatta        | PSS       | 07. Juli 1998     | 28. März 2000     | Segretario di Stato per la Sanità e la Sicurezza Sociale (Gesundheit und soziale Sicherheit) |
| Romeo Morri             | PDCS      | 28. März 2000     | 12. Juli 2001     | Segretario di Stato per la Sanità e la Sicurezza Sociale (Gesundheit und soziale Sicherheit) |
| Sante Canducci          | PDCS      | 12. Juli 2001     | 15. Mai 2002      | Segretario di Stato per la Sanità e la Sicurezza Sociale (Gesundheit und soziale Sicherheit) |
| Pier Marino Menicucci   | PDCS      | 15. Mai 2002      | 20. Mai 2002      | Kommissarisch Segretario di Stato per la Sanità e la Sicurezza Sociale (Gesundheit und soziale Sicherheit) |
| Gian Carlo Venturini    | PDCS      | 20. Mai 2002      | 25. Juni 2002     | Segretario di Stato per la Sanità e la Sicurezza Sociale (Gesundheit und soziale Sicherheit) |
| Maurizio Rattini        | PSS       | 25. Juni 2002     | 16. Dezember 2002 | Segretario di Stato per la Sanità e la Sicurezza Sociale e la Previdenza (Gesundheit und soziale Sicherheit und Vorsorge)                                                                                          |
| Rosa Zafferani          | PDCS      | 16. Dezember 2002 | 12. Dezember 2003 | Segretario di Stato per la Sanità e la Sicurezza Sociale e la Previdenza (Gesundheit und soziale Sicherheit und Vorsorge)                                                                                          |
| Massimo Roberto Rossini | PdD / PSD | 12. Dezember 2003 | 27. Juli 2006     | Segretario di Stato per la Sanità e la Sicurezza Sociale, gli Affari Sociali e le Pari Opportunità (Gesundheit und soziale Sicherheit, Soziales und Chancengleichheit)                                             |
| Fabio Berardi           | PSD       | 27. Juli 2006     | 27. November 2007 | Segretario di Stato per la Sanità e la Sicurezza Sociale, la Previdenza e le Pari Opportunità (Gesundheit und soziale Sicherheit, Vorsorge und Chancengleichheit)                                                  |
| Mauro Chiaruzzi         | PSD       | 27. November 2007 | 03. Dezember 2008 | Segretario di Stato per la Sanità e la Sicurezza Sociale, la Previdenza e le Pari Opportunità (Gesundheit und soziale Sicherheit, Vorsorge und Chancengleichheit)                                                  |
| Claudio Podeschi        | PDCS      | 03. Dezember 2008 | 05. Dezember 2012 | Segretario di Stato per la Sanità e Sicurezza Sociale, la Previdenza, la Famiglia e gli Affari Sociali, le Pari Opportunità (Gesundheit und soziale Sicherheit, Vorsorge, Familie und Soziales, Chancengleichheit) |
| Francesco Mussoni       | PDCS      | 05. Dezember 2012 | 27. Dezember 2016 | Segretario di Stato per la Sanità e Sicurezza Sociale, Famiglia, Previdenza e Programmazione Economica (Gesundheit, soziale Sicherheit, Familie und Wirtschaftsplanung)                                            |
| Franco Santi            | C10       | 27. Dezember 2016 | amtierend         | Segretario di Stato per la Sanità e Sicurezza Sociale, Pari Opportunità, Previdenza e Affari Sociali (Gesundheit, soziale Sicherheit, Chancengleichheit, Vorsorge und Soziales)                                    |

## Parteien
| C10   | Civico 10                                               |
| PCS   | Partito Comunista Sammarinese                           |
| PDCS  | Partito Democratico Cristiano Sammarinese               |
| PdD   | Partito dei Democratici                                 |
| PSD   | Partito dei Socialisti e dei Democratici                |
| PSDIS | Partito Socialista Democratico Indipendente Sammarinese |
| PSS   | Partito Socialista Sammarinese                          |
| PSU   | Partito Socialista Unitario                             |